# Réserve naturelle régionale des prairie et boisement humides des Bizeuls
La réserve naturelle régionale des prairie et boisement humides des Bizeuls (RNR322) est une réserve naturelle régionale située en Pays de la Loire. Classée en 2019, elle occupe une surface de 4,43 hectares.

## Localisation

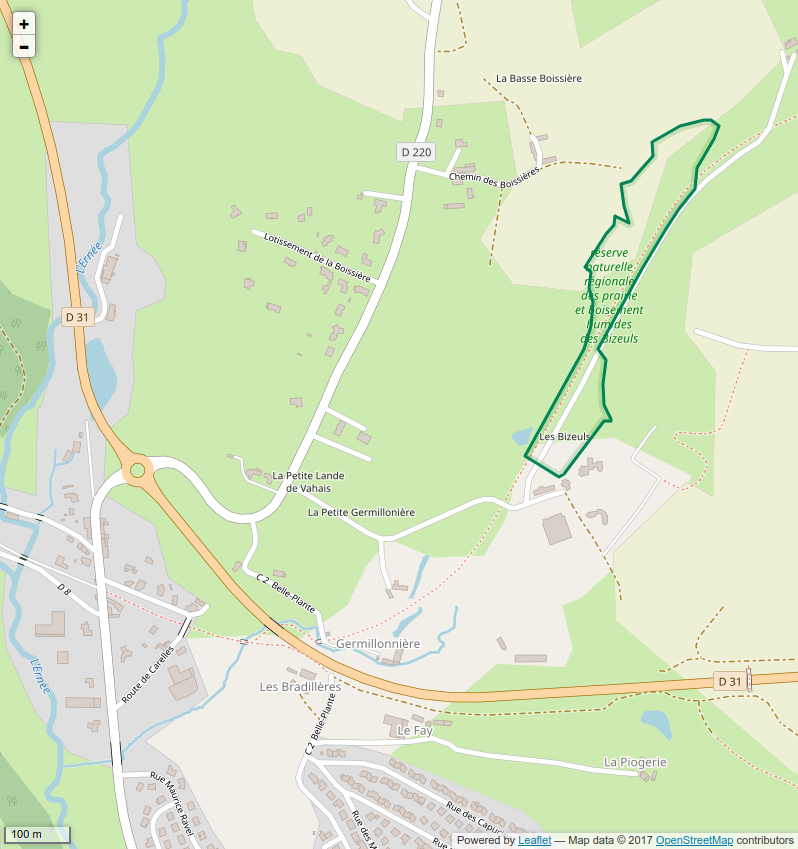
Périmètre de la réserve naturelle.

Le territoire de la réserve naturelle est dans le département de la Mayenne, sur la commune de Ernée.

## Administration, plan de gestion, règlement

### Outils et statut juridique
La réserve naturelle a été créée par une délibération du Conseil régional du 8 février 2019.